# Orgasmatron (album)
Albums de Motörhead
Another Perfect Day
(1983) Rock 'n' Roll
(1987)
Orgasmatron est le septième album musical du groupe Motörhead sorti le 9 août 1986. C'est le premier album du groupe comprenant une formation de quatre membres, avec les deux guitaristes Phil Campbell et Mick Burston alias Würzel, et le seul album avec le batteur Pete Gill, bien qu'ils soient tous les trois déjà présents sur certains titres de la compilation No Remorse.
C'est aussi la première fois que la composition du groupe est totalement renouvelée à l'exception de son leader et fondateur Lemmy Kilmister.
Dans Chart Magazine Lemmy explique que la décision de prendre les deux guitaristes à la suite du départ de Brian Robertson, venait du fait qu’il ne parvenait pas à les départager.
Cet album est produit dans le prestigieux studio londonien Master Rock par le producteur et bassiste Bill Laswell et mixé par Jason Corsaro. Il atteint le 21e rang dans les charts.

## Composition
- Lemmy Kilmister — chant, basse
- Phil Campbell — guitare
- Würzel — guitare
- Pete Gill — batterie

## Liste des titres
Titres composés par Würzel, Phil Campbell, Pete Gill et Lemmy.
1. Deaf Forever – 4:25
2. Nothing Up My Sleeve – 3:11
3. Ain't My Crime – 3:42
4. Claw – 3:31
5. Mean Machine – 2:57
6. Built for Speed – 4:56
7. Ridin' with the Driver – 3:47
8. Doctor Rock – 3:37
9. Orgasmatron – 5:27

### Bonus Tracks
1. On the Road (live - (Face B de Deaf Forever) – 5:00
2. Steal Your Face (live - (Face B de Deaf Forever) – 4:15
3. Claw [Version Alternative] – 3:32